# Бухарметов, Радик Мазгарович
Бухарметов, Радик Мазгарович (12 апреля 1958, с. Левашевка, Стерлитамакский район, Башкирская АССР, Республика Башкортостан, Российская Федерация — 20 октября 2021) — глава администрации города Салавата с 2009 по 2011 годы.

## Биография
...«Совместными действиями мы все трудности преодолеем»
Бухарметов родился 12 апреля 1958 года в с. Левашевка Стерлитамакского района.
Окончил Уфимский нефтяной институт по специальности «Промышленное и гражданское строительство».
Трудовую деятельность начал в 1977 году плотником-бетонщиком треста «Салаватстрой».
В 1979—1989 годах — мастер, прораб СУ-3, главный инженер УПТК, начальник СУ-5 треста «Салаватстрой».
В 1989—1992 годах — начальник управления треста «Ишимбайжилстрой».
В 1992—1994 годах — директор подразделения фирмы «Истрон» (фирма «Истрон» осуществляет строительство жилья и объектов соцкультбыта).
В 1994—2002 годах — директор ЧП «Ишимбайстройсервис», директор СМУ-1 г. Ишимбая, главный инженер МУП «Салаватремстрой».
В 2002—2005 годах — заместитель главы администрации г. Салавата.
В 2006—2009 годах — заместитель директора по капитальному строительству МУП «Салаватстройзаказчик».
С 2009 года работал заместителем генерального директора ОАО «Стройтрансгаз» в г. Уфе.
Заместитель главы администрации г. Салавата РБ по строительству, жилищно-коммунальному хозяйству.
с 23 мая по 23 июня 2009 г. — и. о. главы администрации города Салавата.
Ушёл в отставку в марте 2011 года.
Женат. Имеет 2 детей.

## Итоги деятельности на посту главы администрации
- Преодолен кризис
- Начал работу Салаватский краеведческий музей
- Позитивные изменения в социально-экономической ситуации ГО город Салават
- Освобождение салаватских садоводов от уплаты земельного налога